# Aufstand von Akakij Eliawa
Der Aufstand von Akakij Eliawa war ein gescheiterter Putschversuch in Georgien in der Nacht zum 20. Oktober 1998 gegen die Regierung von Präsident Eduard Schewardnadse, organisiert von einer Gruppe von Offizieren, die vom Oberstleutnant Akakij Elijawa angeführt wurde und loyal zum ehemaligen Präsidenten Swiad Gamsachurdia stand.

## Verlauf und Ausgang
In der Nacht vom 19. auf den 20. Oktober 1998 kam es in der in Senaki stationierten Panzerbrigade des georgischen Verteidigungsministeriums zu einem Aufstand. Gegen zwei Uhr morgens führte der ehemalige Oberstleutnant Akakij Elijawa, damaliger Stabschef der Spezialeinheit „Saturn“ des Staatssicherheitsministeriums Abchasiens, gemeinsam mit seinen Anhängern einen bewaffneten Vorstoß durch. Nach der Aneignung von Waffen aus der Kaserne rückte er mit Panzern und Schützenpanzern in Richtung Samtredia vor. Auf dem Weg schloss sich ihm Oberst Rewas Asmawa, ehemaliger Präfekt der Stadt Martwili und stellvertretender Kommandeur der 17. motorisierten Schützenbrigade, an. 
Die Aufständischen blockierten die Straße nach Poti und forderten den Rücktritt von Präsident Eduard Schewardnadse. Daraufhin reisten Verteidigungsminister Dawid Tewsadse sowie Staatssicherheitsminister Dschemal Gochikidse in das Krisengebiet. Während der Verhandlungen nahmen die Rebellen jedoch den Bevollmächtigten des Präsidenten in Imeretien, Teimuras Schaschiaschwili, sowie den georgischen Staatssicherheitsminister als Geiseln und setzten ihren Vormarsch in Richtung Kutaissi fort.
Der Vorsitzende des Parlamentsausschusses für Verteidigung und Sicherheit, Rewas Adamia, erklärte später, hinter dem Aufstand hätten russische Geheimdienste gestanden. 
Am Abend drangen die Aufständischen in die Vororte von Kutaissi ein, wo es zu kurzen Gefechten mit Regierungstruppen kam. Anschließend zogen sie sich zum Fluss Tskhenistskali zurück. Nach Angaben der New York Times eroberten die Rebellen das Dorf Gubi, etwa sechs Kilometer von Kutaissi entfernt. Rund 50 Einwohner schlossen sich ihnen an. Bis 18 Uhr war die aufständische Brigade von Regierungstruppen eingekreist und zog sich durch einen eigens offengehaltenen Korridor wieder zu ihrer ursprünglichen Stellung zurück. Ein Teil der Aufständischen ergab sich den Behörden, während Eliawa mit seinen Anhängern in den nahegelegenen Wäldern untertauchte.
Eliawa wurde am 9. Juli 2000 bei einer Sonderoperation des georgischen Staatssicherheitsministeriums in Sestaponi getötet.